# Gyalectidium aurelii
Gyalectidium aurelii är en lavart som beskrevs av L. I. Ferraro & Lücking. Gyalectidium aurelii ingår i släktet Gyalectidium och familjen Gomphillaceae.   Inga underarter finns listade i Catalogue of Life.